# طوظان (همدان)

تعديل مصدري - تعديل

طوظان هي إحدى قرى عزلة بني مكرم بمديرية همدان التابعة لمحافظة صنعاء، بلغ تعداد سكانها 2012 نسمة حسب تعداد اليمن لعام 2004.